# Malo Selo (Delnice)
Malo Selo je naselje u Hrvatskoj u sastavu Grada Delnica. Nalazi se u Primorsko-goranskoj županiji.

## Zemljopis
Zapadno, sjeverozapadno i sjeverno je Nacionalni park Risnjak, jugozapadno je Bela Vodica, južno su Crni Lug i Vela Voda, jugozapadno je Zelin Crnoluški, sjeverno su Plajzi.

## Stanovništvo
| broj stanovnika | 231   | 225   | 214   | 308   | 257   | 229   | 202   | 182   | 156   | 189   | 173   | 134   | 112   | 104   | 79    | 62    | 40    |
|                 | 1857. | 1869. | 1880. | 1890. | 1900. | 1910. | 1921. | 1931. | 1948. | 1953. | 1961. | 1971. | 1981. | 1991. | 2001. | 2011. | 2021. |